# Bureau de La Rivière
Pour les articles homonymes, voir La Rivière.
Bureau III de La Rivière, dit Bureau de La Rivière, mort le 16 août 1400, fut grand chambellan et marmouset de Charles V le Sage et de Charles VI le Bien-Aimé.

## SousCharlesV
Il débute comme écuyer et valet « tranchant », puis il succède à son frère aîné Jean IV de la Rivière dans la charge de premier chambellan du roi. Les conseillers que Charles V le Sage a choisis, parmi lesquels on retrouve par exemple Dormans et Savoisy, ne font pas partie de la haute noblesse. De tous, Bureau de la Rivière est le plus proche de Charles V pour qui il est plus qu'un chambellan : il est son ami. Bureau de la Rivière a la confiance du souverain : Charles V lui confie tous ses sentiments, toutes ses pensées les plus intimes, toutes ses peines, toutes ses joies. Ils ont en commun le même espoir dans l'avenir, ils raisonnent de façon identique, leurs réactions face aux événements sont semblables.
Comme Charles V, Bureau de la Rivière est de nature modeste. Il possède comme le roi un caractère aimable et est doté d'une grande intelligence. En sus de ses fonctions de chambellan, Bureau de la Rivière participe de façon active à la gestion du royaume de France. Charles V utilise ses talents de diplomate, un domaine où excelle Bureau de la Rivière. Il l'envoie au-devant de son oncle l'empereur germanique Charles IV en 1377, avec le sire de Coucy et les comtes de Sarrebruck et de Brienne ; c'est La Rivière qui est chargé d'offrir à l'empereur les chevaux offerts par Charles V pour l'entrée dans la ville de Paris (de robe noire, le roi de France se réservant pour lui un cheval blanc, couleur de la souveraineté, afin de signifier à l'empereur qu'il est empereur en son royaume), et il fait aussi partie de ceux qui reconduisent Charles IV à la frontière. En 1378 il est le premier des commissaires nommés pour interroger Jacques de la Rue, chambellan du roi de Navarre Charles le Mauvais, et Pierre de Tertre, secrétaire du même, accusés d'attentat à la vie de Charles V. En 1379 il est l'un des chefs de l'armée de Charles V, envoyée en Bretagne pour occuper les places fortes investies par les seigneurs bretons. Toujours en 1379 il participe en tant que l'un des commissaires au traité de Paris signé en février entre Charles V et le roi Jean Ier de Castille.
En septembre 1380, le roi agonise au manoir de Beauté-sur-Marne, à la suite d'une nouvelle attaque de sa longue maladie ; Bureau de la Rivière arrive juste à temps auprès de Charles et le roi meurt dans ses bras. Par son testament de 1374, Charles V a confié à Bureau de la Rivière la tâche de premier exécuteur testamentaire du roi, preuve de sa confiance éternelle. Dans ce testament, Charles V a ordonné que Bureau de la Rivière soit lui aussi inhumé, le moment venu, dans la basilique de Saint-Denis - preuve s'il en est de sa profonde amitié pour son conseiller,.

## SousCharlesVI
Charles VI n'a que 12 ans quand il devient roi. Il est soumis à un conseil de régence composé des grands du royaume et incluant notamment ses oncles Louis d'Anjou, roi de Naples, Jean Ier, duc de Berry et Philippe le Hardi, duc de Bourgogne ainsi que son cousin Louis II, duc de Bourbon. Ces personnages s'empressent d'écarter Bureau de la Rivière et de confisquer ses biens, qui sont considérables ; Waleran de Luxembourg, revenu d'Angleterre où il avait été emprisonné, l'accuse de haute trahison et d'être de mèche avec les Anglais. Bureau doit se cacher, mais il est soutenu par le connétable Olivier de Clisson, qui pense lui être redevable de sa charge de connétable, et par plusieurs autres personnalités qui démontrent au roi la fausseté de l'accusation. Charles VI le rétablit dans ses possessions et dans sa charge malgré l'animosité du duc de Berry.
Pendant les années qui suivent, Bureau fournit secrètement à Charles VI des preuves de la rapacité et malgouvernance des oncles du roi, qui renvoie le duc de Bourgogne et le duc de Berry en 1388. Cette même année, Charles VI donne à Bureau une charge au Conseil du roi (ministre d'État), de même qu'à Jean Le Mercier et Jean de Montagu également anciens conseillers du défunt Charles V. Les marmousets, anciens conseillers de Charles V, prévalent de nouveau.
Mais en août 1392 Charles VI tombe en démence, et ses oncles reviennent en scène. En 1392, après les premières crises de folie du roi, Bureau et ses collègues sont arrêtés et emprisonnées pour 6 mois. Jeanne de Boulogne, duchesse du Berry, plaide en sa faveur. Dans une période de lucidité, Charles interdit qu'on lui fasse plus de mal et lui rend ses biens.

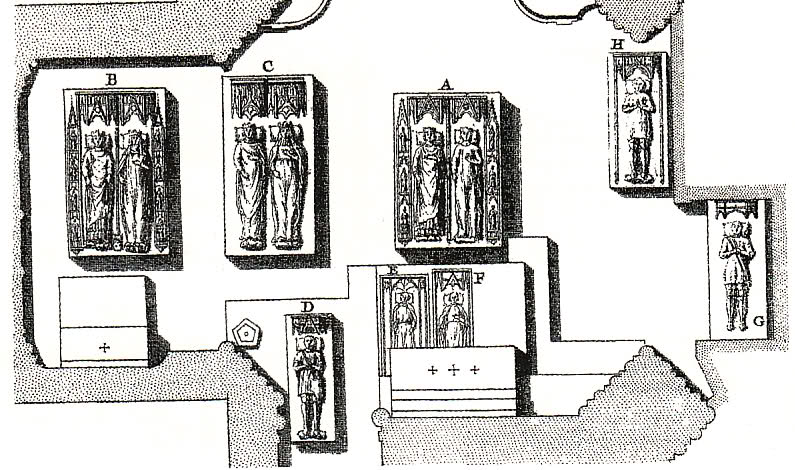
Tombeau de Bureau de la Rivière (E) au-dessous de celui de Charles V (A) en la chapelle Caroline de la basilique Saint-Denis.

À sa mort le 16 août 1400, Bureau de la Rivière, comme Bertrand Du Guesclin ou Louis de Sancerre, eut l'immense privilège (ordonné le 15 mai 1374 dans le testament de Charles V) d'être inhumé en la basilique de Saint-Denis aux pieds de son roi, qu'il avait servi avec tant de loyauté.

L'épitaphe présente sur son tombeau nous est parvenue en ces mots : 

« Cy gist noble homme Messire Bureau, jadis seigneur de la Rivière et Daunel, chevalier et premier chambellan du roy Charles V et du roy Charles VI, son fils, qui trespassa le 16 jour d'aoust l'an 1400 et fut cy enterré de l'ordonnance dudit roy Charles V qui pour considération de trés grands et notables services qu'il lui avoit fait et pour la singulière amour qu'il avoit à luy, le volt et ordonna en son vivant et ledit roy Charles VI le confirma et aussi Nos Seigneurs, les ducs de Berry, de Bourgogne, d'Orléans et de Bourbon qui lors estoient volderent  que ainsi fust. Priez Dieu pour l'âme de lui. »

## Famille
Ses parents sont Jean II de la Rivière (?-1346 ou 1349) et Ysabeau d’Anguerant (?-1363). Son aïeul paternel, Jean 1er de la Rivière, un serf affranchi et anobli en 1171, était seigneur de la Rivière, Perchain, Brinon et Champallement.
Il est le frère de Jean de La Rivière, son prédécesseur dans la charge de premier chambellan de Charles V. Il a également une sœur, Marguerite de La Rivière, abbesse de Jouarre jusqu'en 1372 puis dame de Montivilliers de 1372 à 1388.
Il épouse Marguerite d’Auneau (?-1429?), dame d’Auneau et de Rochefort, fille de Gui d’Auneau et de Marguerite de Pontchevron, parente des comtes de Dreux. Ils ont cinq enfants :
- Isabelle de La Rivière, épouse le seigneur de Saint-Vrain.
- Charles de La Rivière (?-1432 à Issoudun), comte de Dammartin-en-Goële (Seine-et-Marne) par son mariage avec Blanche de Trie, comtesse de Dammartin, dame de Nesle et Mondoubleau (comté qu’il doit céder en 1418 à Antoine de Vergy), seigneur de La Rivière, Auneau, Rochefort (1429), Crécy, Montdoubleau et Césy (près de Joigny, fief paternel qu’il perd vers 1421) ; fiefs à Thieux (aveu le 25 juin 1405) et Coigny (Dammartin) ; conseiller et chambellan de Charles VI après son père, garde et capitaine de Melun, capitaine de Rochefort, Auneau et Maurepas pour le dauphin Charles VI (1421), grand-maître et général-réformateur des Eaux-et-Forêts (21 mai 1428) ; fiefs à Creil (aveu le 1er juillet 1377), Villeneuve-sous-Dammartin (aveux en 1399 et 1403), Nantouillet (aveu en 1406), Chambrefontaine[note 1] (1408), Montgé et Silly-en-Multien (1405). Épouse 1) Isabelle (Blanche) de Trie, comtesse de Dammartin ; 2) après 1409 : Isabeau de la Trémoille (1385-?), fille de Gui VI de La Trémoille (1346-1397) et de Marie de Sully. Pas de descendance connue.
- Jeanne de La Rivière (?-ca 1445), dame d’Yerres (12 juin 1396). Épouse vers 1392 l'amiral Jacques 1er de Châtillon (1365-25 octobre 1415 à Azincourt, inhumé à l'abbaye d'Auchy), chevalier, conseiller et chambellan du roi, seigneur de Dampierre, Sompuis, Rollaincourt et Yerres (le 6 mai 1401), amiral de France du 23 avril 1408 jusqu'en 1413, fils d’Hugues de Châtillon (Grand-maître des arbalétriers de France).
- Jacques de La Rivière (?-1413), seigneur de Chassy et d’Auneau, chambellan de Louis Ier d'Orléans puis de Louis de Guyenne.
- Perrette de La Rivière (?-avant 1463), première dame d’honneur d'Isabeau de Bavière. En 1446 elle hérite de son frère Charles les seigneuries d'Auneau et de Franconville. Épouse Gui VI de La Roche-Guyon (?-25 octobre 1415 à Azincourt), fils de Gui V de La Roche-Guyon (?-1411), panetier de France, et de Jeanne de La Roche-Guyon, sa cousine, dame de Vaux ; d'où postérité. Perrette est renommée pour sa résistance aux Anglais[2].

## Possessions

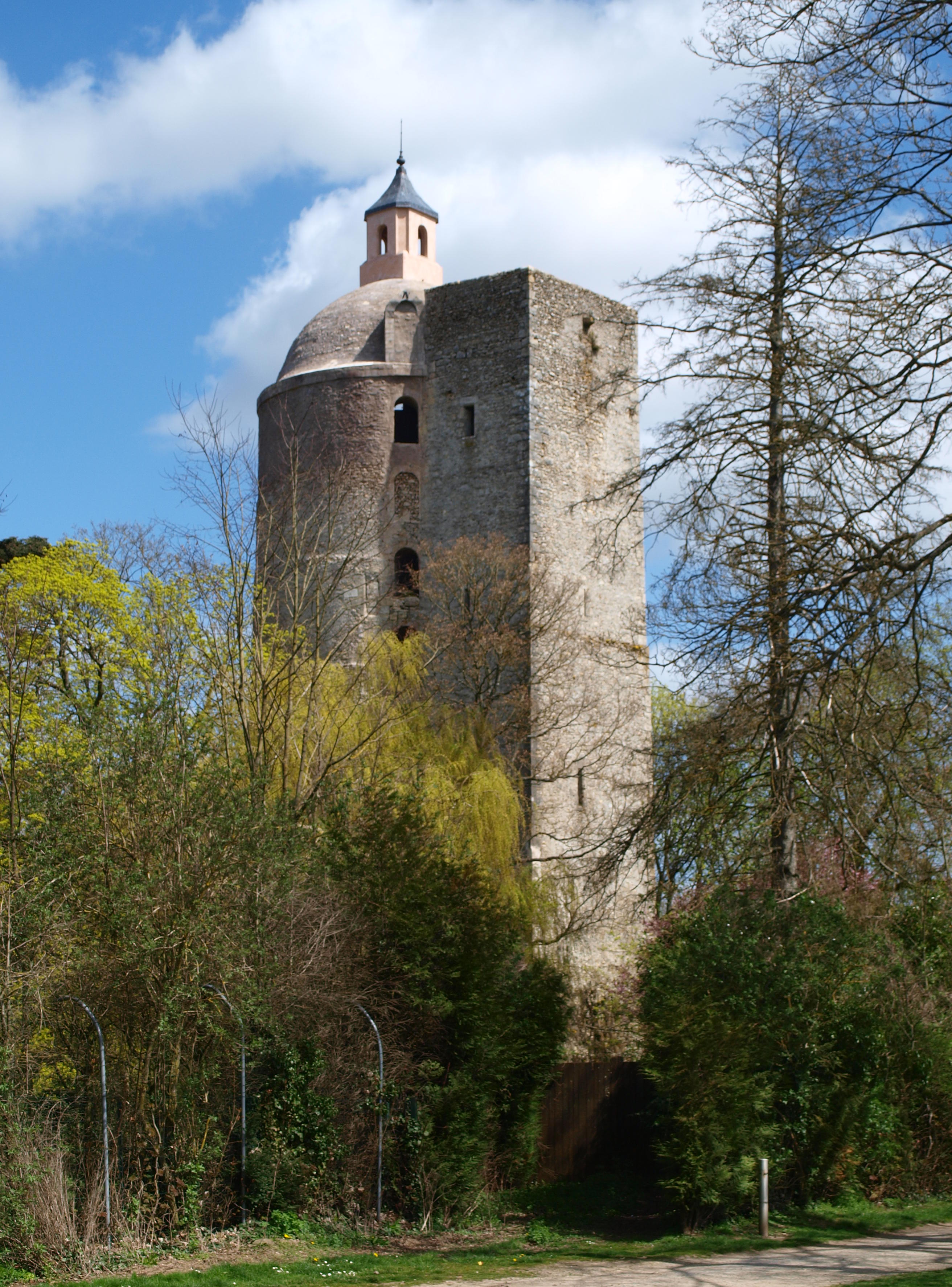
Donjon du château d'Auneau propriété du marmouset à la suite de son mariage avec Marguerite d'Auneau. En 1388, il fait fortifier une autre de ses demeures, le château de Druy-Parigny.

•Seine-et-Marne : Gournay-sur-Marne (1395), La Ferté-Loupière, Charny ;
et terres s’étendant sur Champs-sur-Marne, Malnoue, Pomponne, Brou-sur-Chantereine, Vaires-sur-Marne, Villeneuve-aux-Asnes et Chelles ;
Divers droits de pêcherie et de péage sur la Marne (Gournay et Sentigny alias la Queue- en-Brie, 94).
•Seine-Saint-Denis : Montfermeil, Neuilly-sur-Marne, Gagny et Villemomble.
•Yonne : Selon un aveu & dénombrement daté du 28/04/1395.
La Ferté-Loupière, Cézy ; terres à Saint-Aubin-sur-Yonne, Villiers-sur-Tholon, La Celle-Saint-Cyr, Thèmes et Vauguilain, Brion (ancien fief des Mello) en tout 55 arrière-fiefs dans l’Yonne actuelle et mouvants du comte de Joigny (Louis de Noyers), Chassy, Champvallon, Saint-Marice-Thizouaille (relevant de Jeanne d’Artois, veuve de Simon de Thouars) ;
•Nièvre : La Rivière, Corvol de Dambernard, Druy, Marcy et Nannay (anciens fiefs des Lamoignon), Les Granges (Magny-Cours) & Thoury en Puisaye.